# SCG5
SCG5 (англ. Secretogranin V) – білок, який кодується однойменним геном, розташованим у людей на короткому плечі 15-ї хромосоми. Довжина поліпептидного ланцюга білка становить 212 амінокислот, а молекулярна маса — 23 730.
| 10         |  | 20         |  | 30         |  | 40         |  | 50         |
| ---------- |  | ---------- |  | ---------- |  | ---------- |  | ---------- |
| MVSRMVSTML |  | SGLLFWLASG |  | WTPAFAYSPR |  | TPDRVSEADI |  | QRLLHGVMEQ |
| LGIARPRVEY |  | PAHQAMNLVG |  | PQSIEGGAHE |  | GLQHLGPFGN |  | IPNIVAELTG |
| DNIPKDFSED |  | QGYPDPPNPC |  | PVGKTADDGC |  | LENTPDTAEF |  | SREFQLHQHL |
| FDPEHDYPGL |  | GKWNKKLLYE |  | KMKGGERRKR |  | RSVNPYLQGQ |  | RLDNVVAKKS |
| VPHFSDEDKD |  | PE         |  |            |  |            |  |            |

A: Аланін

C: Цистеїн

D: Аспарагінова кислота

E: Глутамінова кислота

F: Фенілаланін

G: Гліцин

H: Гістидин

I: Ізолейцин

K: Лізин

L: Лейцин

M: Метіонін

N: Аспарагін

P: Пролін

Q: Глутамін

R: Аргінін

S: Серин

T: Треонін

V: Валін

W: Триптофан

Кодований геном білок за функціями належить до шаперонів, фосфопротеїнів. 
Задіяний у таких біологічних процесах, як транспорт, альтернативний сплайсинг. 
Секретований назовні.